# NSTG Brüx
Die NSTG Brüx, vollständig Nationalsozialistische Turngemeinde Brüx, war ein deutscher Sportverein aus Brüx im Reichsgau Sudetenland, dem heutigen Most.

## Geschichte
Die NSTG Brüx entstand 1939 als Zusammenschluss der örtlichen Sportvereine, darunter auch Deutsche Sport-Brüder Brüx und Schwalbe Brüx. Die Mannschaft etablierte sich in der Gauliga, der sie bis zu ihrem Ende angehörte. Anfangs spielte der Klub im hinteren Tabellenbereich und hielt sich teilweise lediglich wegen Umstrukturierungen und Verzichten anderer Vereine in der ersten Liga. In der Spielzeit 1943/44 überraschte die Mannschaft in der Gruppe I und blieb in ihren acht Ligaspielen verlustpunktfrei. In den Entscheidungsspielen um die Regionalmeisterschaft wurde die NSTG Prosetitz als Meister der anderen Staffel geradezu deklassiert, mit einem 14:0-Heimsieg und einem 7:1-Auswärtserfolg qualifizierte sich der Klub für die Endrunde um die deutsche Meisterschaft 1943/44. Gegen den mehrfachen Meister und späteren Halbfinalisten 1. FC Nürnberg schied die Mannschaft nach einer 0:8-Heimniederlage in der ersten Runde aus.
In der Spielzeit 1944/45 kam es zu keinem geregelten Spielbetrieb mehr, 1945 erlosch die NSTG Brüx.

## Platzierungen
| Saison                                                                  | Liga                       | Platz | Spiele | g  | u  | v  | Tore  | Punkte |
| ----------------------------------------------------------------------- | -------------------------- | ----- | ------ | -- | -- | -- | ----- | ------ |
| 1939/40                                                                 | Gauliga Sudeten, Staffel 1 | 04.   | 10     | 04 | 01 | 05 | 19:29 | 9 - 11 |
| 1940/41                                                                 | Gauliga Sudeten, Staffel 1 | 03.   | 04     | 01 | 0  | 03 | 9:18  | 2 - 6  |
| 1941/42                                                                 | Gauliga Sudeten-West       | 05.   | 10     | 01 | 01 | 08 | 14:45 | 3 - 17 |
| 1942/43                                                                 | Gauliga Sudeten-West       | 05.   | 10     | 02 | 01 | 07 | 15:34 | 5 - 15 |
| 1943/44                                                                 | Gauliga-Sudeten, Staffel 1 | 01.   | 08     | 08 | 0  | 0  | 34:12 | 16 - 0 |
| blau unterlegt: Teilnahme an der Endrunde um die deutsche Meisterschaft |                            |       |        |    |    |    |       |        |

## Erfolge
- Gaumeister Sudetenland: 1944